# Blindstrom
Die Begriffe Blindstrom und Wirkstrom finden Verwendung in der Wechselstromtechnik, insbesondere im Zusammenhang mit der Übertragung elektrischer Energie. Während der Wirkstrom für die elektrische Arbeit oder den Transport von elektrischer Energie steht, die beim Verbraucher in mechanische, thermische, chemische oder andere elektrische Energie umgewandelt wird, ist der Blindstrom daran unbeteiligt. Der Blindstrom steht für Energie, die transportiert, aber im Verbraucher nicht umgewandelt wird; siehe Blindleistung. Dieser Blindstrom bedeutet für die Leitungen und Transformatoren eine zusätzliche Belastung und ist im Allgemeinen unerwünscht.
Bei Verbrauchern mit dem elementaren Verhalten eines ohmschen Widerstands ist der Augenblickswert der Stromstärke proportional zum Augenblickswert der elektrischen Spannung. Dieses Verhalten ist in der Praxis oft nicht gegeben: Während im elektrischen Energieversorgungsnetz die elektrische Wechselspannung {\displaystyle u} als eingeprägte Spannung fast immer nahezu sinusförmig verläuft, kann die Wechselstromstärke {\displaystyle i} zeitlich verschoben oder in der Form verändert (verzerrt) sein.

## Grundlage

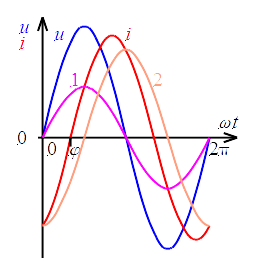
Die hier sinusförmige Stromstärke lässt sich zusammengesetzt denken aus einer Wirkstromstärke (Kurve 1) und einer Blindstromstärke (Kurve 2)

Ein Beschreibungsmodell ist die Aufspaltung der Stromstärke {\displaystyle i} in zwei Komponenten, von denen die eine proportional zur Spannung als Wirkstromstärke {\displaystyle i_{p}} gewählt wird. Die andere Komponente, die Differenz zur Gesamtstromstärke, ist die Blindstromstärke {\displaystyle i_{q}}.
{\displaystyle u\,\sim i_{p}}
{\displaystyle i_{q}=i-i_{p}}   oder für den Effektivwert {\displaystyle I_{q}={\sqrt {I^{2}-I_{p}^{2}}}}.
Auslöser von Wirkstrom sind ohmsche Bauelemente.
Auslöser von Blindstrom sind
- nichtlineare  Bauelemente, die eine Verzerrung und Verzerrungsblindleistung hervorrufen, z. B. Gleichrichter, sowie
- kapazitive oder induktive Bauelemente, die eine Phasenverschiebung zwischen Spannung und Stromstärke und Verschiebungsblindleistung hervorrufen, z. B. Motoren, Kabel.

## Sinusförmiger Strom- und Spannungsverlauf

Bei sinusförmiger Spannung mit dazu nicht proportionaler sinusförmiger Stromstärke gibt es Zeiten, in denen Energie zurückgespeist wird. Dieses ist daran erkennbar, dass die Leistung negativ ist

Wenn bei einem linearen Verbraucher die Augenblickswerte der sinusförmigen Größen {\displaystyle u} und {\displaystyle i} nicht zueinander proportional sind, so ist die eine Größe gegenüber der anderen in ihrem Phasenwinkel verschoben. Der einzig zum Energietransport beitragende Wirkstrom ist derjenige Stromanteil, welcher mit der Spannung {\displaystyle u={\hat {u}}\sin \omega t} im Phasenwinkel übereinstimmt. Der Blindstrom ist derjenige Stromanteil, welcher zur sinusförmigen Spannung um 90° verschoben ist. Weiterhin wird unterschieden zwischen kapazitivem Blindstrom, welcher der Spannung um 90° voreilt, und induktivem Blindstrom, welcher der Spannung um 90° nacheilt, je nachdem, ob der Blindstrom durch Kapazitäten (Kondensatoren oder Leitungskapazität) oder Induktivitäten (induktive Verbraucher oder Leitungsinduktivität) entsteht.
Bei einem Phasenverschiebungswinkel {\displaystyle \varphi } kann die Stromstärke aufgespalten werden in
{\displaystyle i={\hat {\imath }}\sin(\omega t-\varphi )={\hat {\imath }}\sin \omega t\cos \varphi -{\hat {\imath }}\cos \omega t\sin \varphi =i_{p}+i_{q}\ .}
Der Effektivwert der Stromstärke {\displaystyle I} kann aufgespalten werden in den Effektivwert der  Wirkstromstärke
{\displaystyle I_{p}=I\cdot |{\cos \varphi }|}
und den Effektivwert der Blindstromstärke
{\displaystyle I_{q}=I\cdot |{\sin \varphi }|\ .}
Damit verbunden sind die Begriffe Wirkleistung
{\displaystyle P=U\,I\cdot \cos \varphi \ ,}
Verschiebungsblindleistung (wenn keine Verwechselung möglich ist, einfach Blindleistung)
{\displaystyle Q=U\,I\cdot \sin \varphi }
und Gesamtblindleistung
{\displaystyle Q_{\text{tot}}=U\,I_{q}={\sqrt {S^{2}-P^{2}}}=|Q|\ .}
Dabei steht {\displaystyle S=U\,I} für die Scheinleistung.
Wirkstrom ohne begleitenden Blindstrom entsteht beispielsweise durch konventionelle Heizgeräte. Generell entsteht Wirkstrom bei allen Verbrauchern, die in ihrem elektrischen Widerstand einen ohmschen Anteil aufweisen. Im Niederspannungsnetz kann aufgrund der Leitungsinduktivität und vieler induktiver Verbraucher (beispielsweise Motoren, Transformatoren, Vorschaltgeräte, Induktionsöfen, also Spulen jeglicher Art) ein erheblicher induktiver Blindstrom auftreten, der zur Erzeugung von Magnetfeldern benötigt wird, die im Rhythmus der Wechselspannung auf- und abgebaut werden; der Blindstrom steht somit für den Transport von Energie, die zwischen Erzeuger und Verbraucher pendelt. Dieser Strom bewirkt auf den Leitungen an deren ohmschen Widerständen eine Verlustleistung.
Bei Antrieben mit Asynchronmaschinen ist der Blindstrombedarf durch den Motor definiert und weitgehend unabhängig von der mechanischen Antriebsleistung. Da der Blindstrom den Strom im Stromnetz unnötig erhöht, stellen die Energieversorgungsunternehmen Großabnehmern die vom Blindstrom verursachte Blindarbeit („Blindleistungsverbrauch“) in Rechnung. Daher betreiben die Großabnehmer Einrichtungen zur Blindstromkompensation. Diese sind in erster Linie Kondensatoren, die einen kapazitiven Blindstrom aufnehmen, der dem üblicherweise induktiven Blindstrom der Verbraucher entgegengesetzt gerichtet ist und ihn näherungsweise aufhebt.
Im Hochspannungsnetz entsteht durch den Kapazitätsbelag der Leitungen kapazitiver Blindstrom, der jedoch weitgehend im Niederspannungsnetz kompensiert wird. In Erdkabeln wirkt der Blindstromanteil allerdings begrenzend auf die realisierbare Kabellänge.

## Nicht sinusförmiger Stromverlauf
Bei nicht sinusförmigem oder „verzerrtem“ Wechselstrom, der bei nicht linearen Verbrauchern wie beispielsweise Stromrichtern trotz sinusförmiger Spannung auftritt, muss das Beschreibungsmodell auf die sinusförmige Grundschwingung und deren Oberschwingungen mit ganzzahligen Vielfachen der Netzfrequenz erweitert werden. Die Stromanteile mit Oberschwingungen werden zusammenfassend als Oberschwingungsstrom oder Verzerrungsstrom {\displaystyle i_{d}} bezeichnet. Sie bewirken bei sinusförmiger Netzspannung im zeitlichen Mittel ebenfalls keine Energieübertragung. Damit ist der Verzerrungsstrom eine weitere Form von Blindstrom.
Wird die Stromkomponente mit der gegenüber der Grundfrequenz {\displaystyle n}-fach höheren Frequenz mit {\displaystyle i_{n}} bezeichnet, so ergibt sich
{\displaystyle u=u_{1}}   (weil nur Grundschwingung vorhanden ist)
{\displaystyle i_{d}=i-i_{1}}   oder für den Effektivwert {\displaystyle I_{d}={\sqrt {I^{2}-I_{1}^{2}}}={\sqrt {I_{2}^{2}+I_{3}^{2}+\cdots }}\ .}
Der Effektivwert der gesamten Wechselstromstärke ergibt sich als pythagoräische Summe der Grundschwingungsstromstärke und Oberschwingungsstromstärken zu
{\displaystyle I={\sqrt {I_{1}^{2}+I_{2}^{2}+I_{3}^{2}+\cdots }}={\sqrt {\sum _{n=1}^{\infty }I_{n}^{2}}}\ .}
Von der gesamten Stromstärke geht einzig der Wirkanteil des Grundschwingungsstromes
{\displaystyle i_{p1}=i-i_{q1}-i_{d}}
in die Wirkleistung ein,
{\displaystyle P=P_{1}=U\,I_{1}\cdot \cos \varphi _{1}\ .}
Zusätzlich zur Verschiebungsblindleistung der Grundschwingung
{\displaystyle Q_{1}=U\,I_{1}\cdot \sin \varphi _{1}}
verursacht der Verzerrungsstrom die Verzerrungsblindleistung
{\displaystyle Q_{d}=U\,I_{d}}
und zusammen die Gesamtblindleistung
{\displaystyle Q_{\text{tot}}={\sqrt {Q_{1}^{2}+Q_{d}^{2}}}={\sqrt {S^{2}-P^{2}}}\ .}

## Nicht sinusförmiger Spannungsverlauf
In diesem bei der elektrischen Energieübertragung weniger wichtigen, aber bei Schaltnetzteilen bedeutsamen Fall gilt für den gesamten Wirkstrom
{\displaystyle I_{p}={\sqrt {\sum _{n=1}^{\infty }I_{pn}^{2}}}}
und den gesamten Blindstrom
{\displaystyle I_{q}={\sqrt {\sum _{n=1}^{\infty }I_{qn}^{2}}}={\sqrt {I^{2}-I_{p}^{2}}}}

## Messung von Wirk- und Blindstrom
Bei sinusförmigem Strom eignet sich zur Messung von Wirkstrom (im üblichen Bereich {\displaystyle -\pi /2<\varphi <\pi /2}) der gesteuerte Gleichrichter, dessen arithmetisch gemittelte Ausgangsspannung proportional zu
{\displaystyle I\cdot \cos \varphi }
ist. Dem Messgerät muss zusätzlich zum Strom die Bezugsspannung zugeführt werden. Bei verzerrtem Strom wird das Ergebnis durch ungeradzahlige Oberschwingungen beeinflusst.
Mit einer zur Bezugsspannung um +90° oder −90° verschobenen Spannung (so gewählt, dass die gemittelte Ausgangsspannung positiv wird) wird entsprechend
{\displaystyle I\cdot |{\sin \varphi }|}
messbar.

## Anmerkung
Die Blindstromstärke {\displaystyle i_{q}} wird in der DIN als orthogonal zur Spannung {\displaystyle u} und zur Wirkstromstärke {\displaystyle i_{p}} bezeichnet. Die Orthogonalität der Funktionen {\displaystyle i_{p}(t)} und {\displaystyle i_{q}(t)} ist der Hintergrund für die pythagoräische Summe der Effektivwerte {\displaystyle I^{2}=I_{p}^{2}+I_{q}^{2}}.
Allgemein als orthogonal zur Spannung {\displaystyle u} werden alle Anteile {\displaystyle i_{k}} an der Stromstärke bezeichnet, die die Bedingung {\displaystyle \int \limits _{0}^{T}u\cdot i_{k}\,\mathrm {d} t=0} erfüllen.
- Beispiel 1: Zu {\displaystyle u={\hat {u}}_{1}\sin \omega t} orthogonal ist der Stromanteil {\displaystyle i_{1}={\hat {\imath }}_{1}\cos \omega t}.

Die beiden Größen sind sinusförmig und von gleicher Frequenz, unterscheiden sich aber im Phasenwinkel um 90°. Dieses Beispiel deckt den Verschiebungsblindstrom ab.
- Beispiel 2: Zu {\displaystyle u={\hat {u}}_{m}\sin m\omega t} orthogonal sind die Stromanteile {\displaystyle i_{n}={\hat {\imath }}_{n}\sin(n\omega t+\varphi _{n})}, wenn {\displaystyle m\neq n}, beide ganzzahlig ≥ 1.

Die beiden Größen sind sinusförmig, unterscheiden sich aber in der Frequenz um einen rationalen Faktor ≠ 1. Dieses Beispiel deckt den Verzerrungsblindstrom ab.